# 셰릴 홀드리지

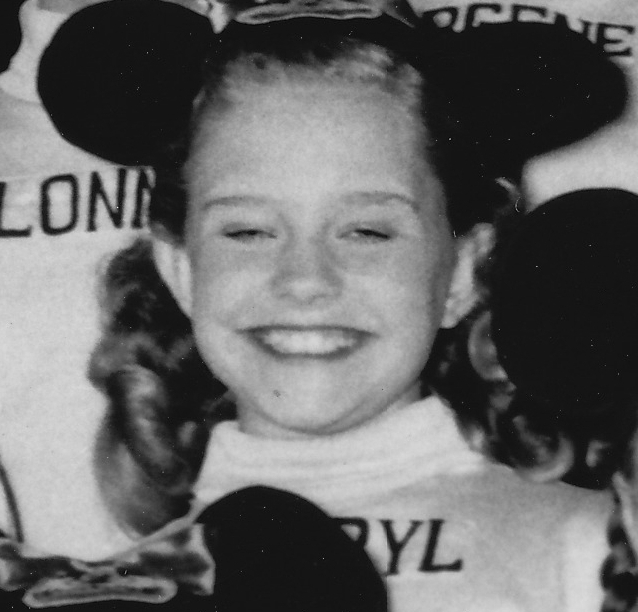

셰릴 홀드리지(Cheryl Holdridge, 1944년 6월 20일 ~ 2009년 1월 6일)는 미국의 배우, 텔레비전 배우, 영화배우이다.
뉴올리언스에서 태어났으며 샌타모니카에서 사망하였다. 사인은 폐암이다.

## 영화
- 고인돌 가족 2 (2000년)
- 나의 세 아들 (1960년)
- 미키 마우스 클럽 (1955년)
- 디즈니랜드 (1954년) - 본인 역